# ساتین‌درانات تاگور
ساتین‌درانات تاگور (بنگالی: সত্যেন্দ্রনাথ ঠাকুর؛ ۱ ژوئن ۱۸۴۲ – ۹ ژانویهٔ ۱۹۲۳) یک فعال جنبش اصلاحگرا و دارای دانش سانسکریت اهل راج بریتانیا بود. وی برادر رابیندرانات تاگور بود.